# 10547 Yosakoi
10547 Yosakoi este un asteroid din centura principală, descoperit pe 2 mai 1992, de Tsutomu Seki.